# الميرادة (الجميمة)

تعديل مصدري - تعديل

الميرادة هي إحدى قرى عزلة الجميمة بمديرية الجميمة التابعة لمحافظة حجة، بلغ تعداد سكانها 2303 نسمة حسب تعداد اليمن لعام 2004.